# Belianské Tatry (národní přírodní rezervace)
Belianské Tatry je národní přírodní rezervace v Tatranském národním parku na Slovensku, která zahrnuje území Belianskych Tater.

## Poloha
Na západě a na jihu navazuje na národní přírodní rezervace Javorová dolina a Dolina Bielej vody. Na severu místy dosahuje až k silnici 1. třídy I/66 mezi Podspády a Tatranskou Kotlinou a na východě k  modré turistické značce z Kežmarských Žľabů do Tatranské Kotliny. Nachází se v katastrálních územích Tatranská Lomnica města Vysoké Tatry a obcí Ždiar a Tatranská Javorina v okrese Poprad v Prešovském kraji.

## Vyhlášení
Území bylo vyhlášeno v roce 1991 Slovenskou komisí pro životní prostředí na rozloze 5407,6500 ha. Zároveň byl zaveden 5. stupeň ochrany. Ochranné pásmo nebylo stanoveno.